# Porsche Tennis Grand Prix 1996
Il Porsche Tennis Grand Prix 1996 è stato un torneo femminile di tennis giocato sul cemento indoor. 
È stata la 19ª edizione del Porsche Tennis Grand Prix, che fa parte della categoria Tier II nell'ambito del WTA Tour 1996.
Si è giocato nel Filderstadt Tennis Club di Filderstadt in Germania, dal 7 al 13 ottobre 1996.

## Campionesse

### Singolare
Martina Hingis ha battuto in finale  Anke Huber con il punteggio di 6–2, 3–6, 6–3

### Doppio
Nicole Arendt /  Jana Novotná hanno battuto in finale  Martina Hingis /  Helena Suková con il punteggio di 6–2, 6–3